# Йогихес, Лео
Ле́о Йоги́хес (нем. Leo Jogiches, псевдоним пол. Jan Tyszka — Ян Ты́шка, другие псевдонимы: Грозовский, Отто Карлов, Энгельман; 17 июля 1867, Вильно — 10 марта 1919, Берлин) — деятель польско-литовского и немецкого рабочего коммунистического движения, глава КПГ.

## Биография
Родился в Вильно 17 июля 1867 года в зажиточной еврейской семье. В возрасте 18 лет основал один из первых подпольных социалистических кружков в Вильно. Одним из первых из множества псевдонимов был «Лёвка». Вместе с Шарлем Раппопортом и Любовью Аксельрод с 1883 года руководил революционным кружком. Стал марксистом, подвергался арестам в 1888 и 1889 годах.
В 1890 году эмигрировал в Цюрих, где через несколько месяцев после прибытия познакомился и начал встречаться с Розой Люксембург. Один из руководителей СДКПиЛ и редактор её изданий. Пытался сотрудничать с плехановской группой «Освобождение труда», предложив финансовую поддержку. Однако Плеханов отказал и отношения переросли во враждебные. В 1900 году переехал в Берлин.
В ноябре 1905 года вместе с Розой Люксембург и Юлианом Мархлевским прибыл в Варшаву и участвовал в революции в Царстве Польском. В марте 1906 года был арестован и приговорён к 8 годам каторги и пожизненной ссылке в Сибирь. В 1907 бежал из тюрьмы и вернулся в Берлин. На 5-м съезде РСДРП (Лондон, 1907) был избран кандидатом в члены ЦК РСДРП. В 1907 году расстался с Розой Люксембург.
Во время Первой мировой войны формировал интернационалистское течение в Социал-демократической партии Германии. С 1916 года — один из организаторов и руководителей Союза Спартака и редактор его изданий. Один из основателей Коммунистической партии Германии: был избран в её ЦК.
После неудавшегося восстания спартакистов и убийства в январе 1919 года Розы Люксембург и Карла Либкнехта возглавил КПГ, но уже 10 марта 1919 года был арестован и убит в Моабитской тюрьме выстрелом в затылок.

## Личная жизнь
Состоял в любовных отношениях с 18-летней Розой Люксембург.